# Tricholinum ischnocerum
Tricholinum ischnocerum är en stekelart som först beskrevs av Thomson 1888.  Tricholinum ischnocerum ingår i släktet Tricholinum och familjen brokparasitsteklar. Arten är reproducerande i Sverige. Inga underarter finns listade i Catalogue of Life.